# Clásica San Sebastián 2004
De 24ste editie van de Clásica San Sebastián werd gehouden op 7 augustus 2004 in en om de Baskische stad San Sebastian, Spanje. De editie van 2005 werd betwist over 227 km en maakte deel uit van de Wereldbeker wielrennen.
De Spanjaard Miguel Ángel Martín Perdiguero schreef de overwinning op zijn naam voor de Italiaan Paolo Bettini. De Italiaan Davide Rebellin vervolledigde het podium.

## Uitslag
| Clásica San Sebastián 2004 (227 kilometer) |                       |                                    |            |
| Plaats                                     | Naam                  | Ploeg                              | Tijd       |
| Winnaar                                    | Miguel Ángel Martín   | Saunier Duval-Prodir               | 5u 18' 35" |
| 2                                          | Paolo Bettini         | Quick Step-Davitamon               | z.t.       |
| 3                                          | Davide Rebellin       | Gerolsteiner                       | z.t.       |
| 4                                          | Marcos Serrano        | Liberty Seguros                    | z.t.       |
| 5                                          | José Alberto Martinez | Relax-Bodysol                      | z.t.       |
| 6                                          | Ivan Basso            | Team CSC                           | + 6"       |
| 7                                          | Georg Totschnig       | Gerolsteiner                       | z.t.       |
| 8                                          | Rik Verbrugghe        | Lotto-Domo                         | + 1' 19"   |
| 9                                          | Constantino Zaballa   | Saunier Duval-Prodir               | + 1' 35"   |
| 10                                         | Markus Zberg          | Gerolsteiner                       | + 1' 39"   |
| 11                                         | Óscar Freire          | Rabobank                           | z.t.       |
| 12                                         | Igor Astarloa         | Lampre                             | z.t.       |
| 13                                         | Juan Antonio Flecha   | Fassa Bortolo                      | z.t.       |
| 14                                         | Cristian Moreni       | Alessio-Bianchi                    | z.t.       |
| 15                                         | Xavier Florencio      | Relax-Bodysol                      | z.t.       |
| 16                                         | Tadej Valjavec        | Phonak Hearing Systems             | z.t.       |
| 17                                         | Richard Virenque      | Quick Step-Davitamon               | z.t.       |
| 18                                         | Mirko Celestino       | Saeco                              | z.t.       |
| 19                                         | Erik Dekker           | Rabobank                           | z.t.       |
| 20                                         | Stefano Garzelli      | Vini Caldirola-Nobili Rubinetterie | z.t.       |

1981 · 1982 · 1983 · 1984 · 1985 · 1986 · 1987 · 1988 · 1989 · 1990 · 1991 · 1992 · 1993 · 1994 · 1995 · 1996 · 1997 · 1998 · 1999 · 2000 · 2001 · 2002 · 2003 · 2004 · 2005 · 2006 · 2007 · 2008 · 2009 · 2010 · 2011 · 2012 · 2013 · 2014 · 2015 · 2016 · 2017 · 2018 · 2019 · 2020 · 2021 · 2022 · 2023 · 2024